# テクノパーク・なら
テクノパーク・ならとは、奈良県五條市住川町の東部に位置する工業団地。

## 概要

### 開発の契機
五條市は古くから吉野山地に産する木材を加工するための工場が数多くあったが、木材工場が減少するにつれて若者は大阪府や奈良県の北部へ仕事を求めるようになり、市の人口が減少していた。そこで第三次全国総合開発計画に基づく南和モデル定住圏計画において、地元雇用機会の創出と地場産業の復興、また県工業のレベルアップを目的とした阿田峯工業団地（仮称）が計画された。

### 立地
仮称であった阿田峯工業団地の名は、建設地が古くから「阿田峯」と呼ばれていたことに由来する。そこにはかつて、牧場・畑地・くだもの畑などが並び、戦時中は飛行場の予定地に選ばれるほどの広い高原であった。
また阿田峯を含め、住川町は比較的温暖な地域で積雪がほとんどなく、関西国際空港にも近いことから、工業団地に適地であった。

### 特徴
若者の定住と産業技術の高度化や情報化に対応できるインテリジェント工業団地をビジョンとして建設された。
1987年7月には通産省のニューメディア・コミュニティ構想の応用発展地域に指定され、団地内には光ファイバーケーブルを付設したほか、奈良県内の企業及び自治体を対象とする地域情報化推進の拠点として第3セクター「なら情報サービス」を建設した。

### 公園
団地内には工場以外に五條市が管理する阿田峯公園が設けられ、公園内にはナイター設備を完備したテニスコート・多目的グランド、また体育館や遊具広場などがある。これらの施設は工業団地の就労者だけでなく、地域住民も利用できる。

## 立地企業
- （株）エフ・エー・テック
- 大峰堂薬品工業（株）
- （株）柿の葉すし本舗たなか
- 河村繊維（株）
- 国土交通省近畿地方整備局紀の川ダム統合管理事務所
- （株）協栄製作所
- 金陽製薬（株）
- 広陵化学工業（株）
- シンコハンガー（株）
- 住友ベークライト(株)
- （株）鯉丸
- 光洋機械工業（株）
- 大和物産（株）
- （株）タカオカ
- 田村薬品工業（株）
- （株）塚谷刃物製作所
- 帝国ヒューム管西日本（株）奈良工場
- トリスミ集成材（株）
- 中島洋紙（株）
- （株）バルカー
- 能瀬精工（株）
- （株）ヒカリワールド
- 富士電線工業（株）
- ホソカワミクロン（株）
- （株）ホソカワ粉体技術研究所
- 正木産業（株）
- （株）桝忠銘木店
- 丸紅住宅資材（株）
- （株）レイズエンジニアリング

## 交通アクセス
- JR和歌山線北宇智駅
- 近鉄御所線御所駅
- 近鉄吉野線福神駅
- 国道24号
- 国道310号
- 奈良県道30号御所香芝線
- 京奈和自動車道五條北IC
- 西名阪自動車道柏原IC
- 南阪奈道路葛城IC
- 名阪国道法隆寺IC